# 北九州シティFM
株式会社北九州シティFM（きたきゅうしゅうシティエフエム）は、福岡県北九州市小倉北区、戸畑区、小倉南区、門司区の各一部地域を放送区域としてFM KITAQの愛称で超短波放送（FM放送）を行う特定地上基幹放送事業者（コミュニティ放送）である。

## 概要
24時間放送ではなく、月曜から土曜までは、9:00 - 22:00まで、日曜は、機材メンテナンスのため、9:00 - 16:00まで一部の番組を除き自主制作で生放送をしている（かっては、金曜のみ23:00まで放送）。
放送エリアは小倉北区とその周辺及び山口県下関市の一部
。
また、北九州市近郊および筑豊地区のUSEN440：I-1CH、キャンシステム：B-19CH、SimulRadioによりインターネットでも聴取可能。

### 沿革
- 2004年（平成16年）
  - 9月22日 - 放送局（現特定地上基幹放送局）の予備免許取得
  - 11月12日 - 株式会社北九州シティFM設立
  - 12月2日 - 放送局の免許取得
  - 12月4日 - 開局
- 2011年（平成23年）
  - 10月15日 - SimulRadioに参加

## 主な番組
FM-KITAQサイトより
- Hop Step KITAQ（月 - 金）9:00 - 12:00
- Jumpin' KITAQ（月 - 金）13:00 - 17:00
- ゴジラ（月 - 木）17:00 - 19:00
- FORZA KITAQ（金）17:00 - 19:00
- スウィングKITAQ（水）21:00 - 22:00／再放送:（土）21:00 - 22:00
- サブカル☆KITAQ（土）13:00 - 14:00
- なまらいっしょ!北海道（日）20:00 - 21:00【FMしろいし】

## 主なパーソナリティー
- 船越悠佳
- 門司正弘
- やっぴぃ
- Key
- 伊藤美佳
- RICO
- 有田ふさこ
- 山口ケロ子
- 浅山さとみ（Asa）